# Liste der Biografien/Hora
Liste der Biografien |
Portal Biografien |
Personensuche
# |
A |
B |
C |
D |
E |
F |
G |
H |
I |
J |
K |
L |
M |
N |
O |
P |
Q |
R |
S |
T |
U |
V |
W |
X |
Y |
Z |
?
 
Ha |
Hd |
He |
Hi |
Hj |
Hk |
Hl |
Hm |
Hn |
Ho |
Hr |
Hs |
Ht |
Hu |
Hv |
Hw |
Hy
 
Hoa |
Hob |
Hoc |
Hod |
Hoe |
Hof |
Hog–Hok |
Hol |
Hom |
Hon |
Hoo |
Hop |
Hoq |
Hor |
Hos |
Hot |
Hou |
Hov |
How |
Hox |
Hoy |
Hoz
 
Hora |
Horb |
Horc |
Hord |
Hore |
Horf |
Horg |
Horh |
Hori |
Horj |
Hork |
Horl |
Horm |
Horn |
Horo |
Horp |
Horr |
Hors |
Hort |
Horu |
Horv |
Horw |
Horx |
Hory |
Horz
Die Liste der Biografien führt alle Personen auf, die in der deutschsprachigen Wikipedia einen Artikel haben. Dieses ist eine Teilliste mit 114 Einträgen von Personen, deren Namen mit den Buchstaben „Hora“ beginnt.

## Hora
- Höra, Daniel (* 1965), deutscher Jugendbuchautor
- Hora, Heinrich (* 1931), deutsch-australischer Physiker
- Hora, Horácio (1853–1890), brasilianischer Maler der Romantik
- Hora, Ioan (* 1988), rumänischer Fußballspieler
- Hora, Ivan, tschechischer Schauspieler
- Hora, Jan (1900–1953), tschechoslowakischer Wasserballspieler
- Hora, Jan (* 1936), tschechischer Organist und Musikprofessor
- Hora, John (1940–2021), US-amerikanischer Kameramann
- Hora, Josef (1891–1945), tschechischer Dichter, Übersetzer, Literaturkritiker
- Hora, Karlheinz (1957–2017), österreichischer Politiker (SPÖ), Landtagsabgeordneter
- Hora, Laurentius (1900–1977), österreichischer Ordenspriester, Naturwissenschaftler, Pädagoge und Organist
- Hora, Leonhard (1897–1946), deutscher Schriftsteller
- Hora, Sunder Lal (1896–1955), indischer Zoologe
- Hora-Goosmann, Jana (* 1967), deutsche SchauspielerinJana Hora-Goosmann (* 1967)

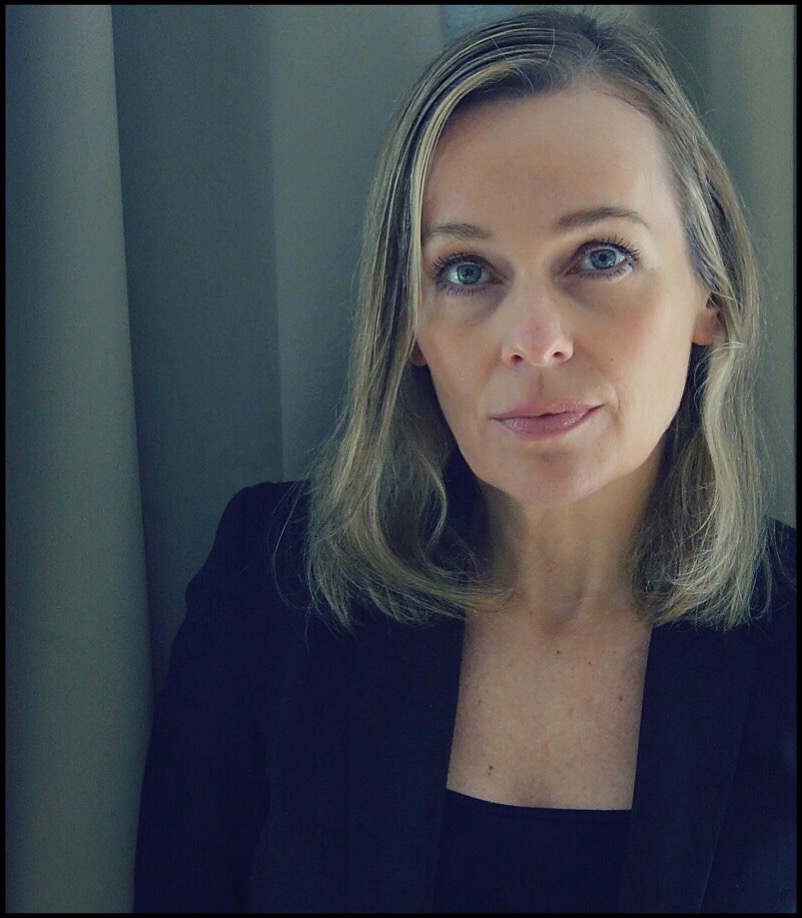
Jana Hora-Goosmann (* 1967)

### Horac
- Horace, Danny (* 1983), US-amerikanischer Basketballspieler
- Horáček, Cyril (1862–1943), tschechischer Jurist, Ökonom und Politiker und Finanzminister
- Horáček, František (1891–1941), tschechoslowakischer General und Widerstandskämpfer
- Horacek, Franz (* 1947), österreichischer Musiker und Wienerliedinterpret
- Horacek, Leopold (1907–1977), österreichischer Politiker (SPÖ) und Bezirksvorsteher
- Horáček, Martin (* 1980), tschechischer Fußballspieler
- Horáček, Michal (* 1952), tschechischer Liedtexter und Musikproduzent
- Horáček, Milan (* 1946), deutscher Politiker (Bündnis 90/Die Grünen), MdB, MdEP
- Horacek, Rudolf (1915–1986), österreichischer bildender Künstler
- Horacek, Tamara (* 1995), französische Handballspielerin
- Horáček, Václav (* 1978), tschechischer Handballschiedsrichter
- Horáčková, Gabriela (* 1991), tschechische Tennisspielerin
- Horaczek, Nina (* 1977), österreichische Politikwissenschaftlerin und JournalistinNina Horaczek (* 1977)

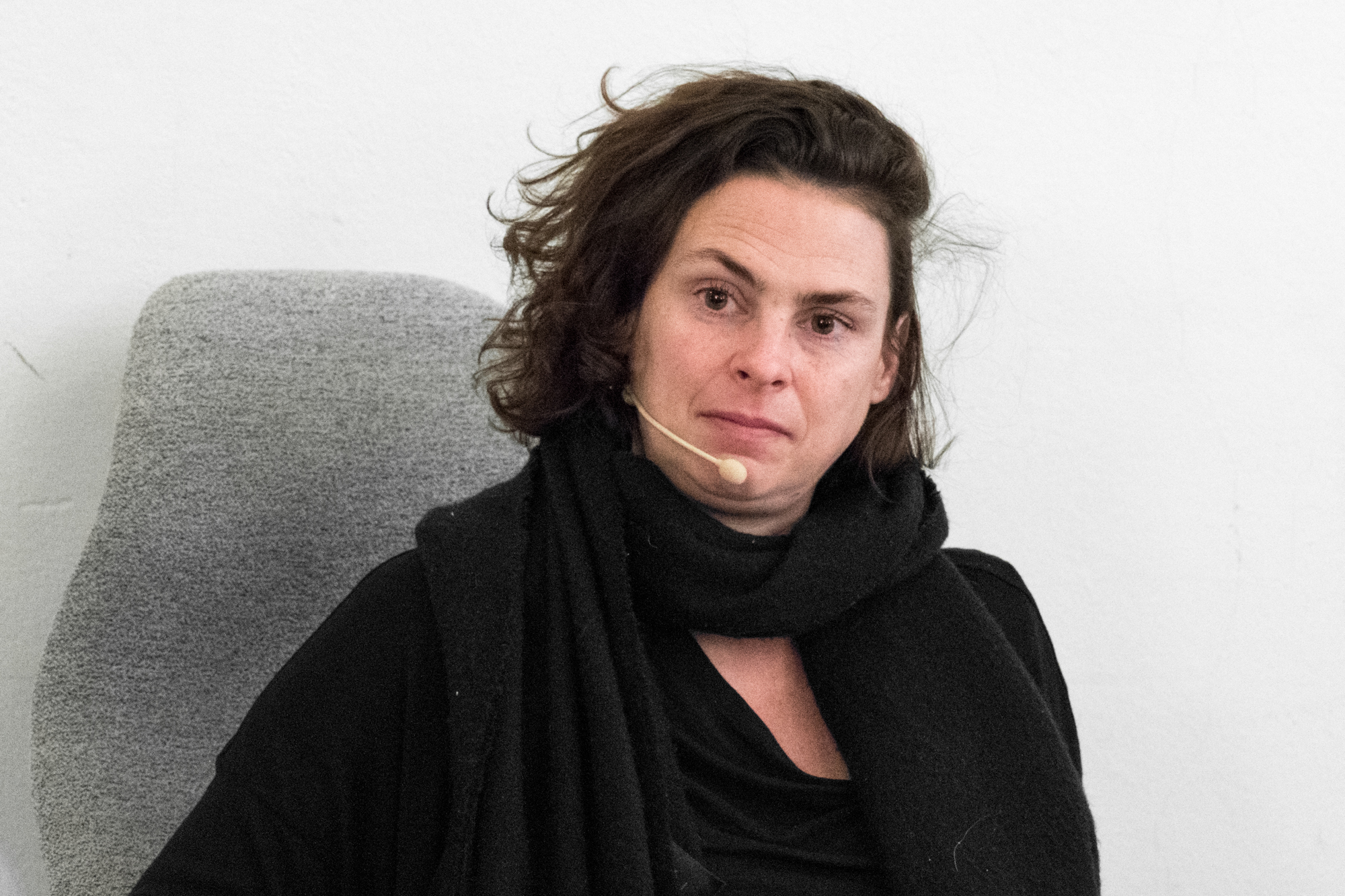
Nina Horaczek (* 1977)

### Horad
- Horada, Sibel (* 1980), türkische Bildhauerin und Installationskünstlerin
- Horadam, Ernst (1883–1956), deutscher Freikorpsführer
- Horadam, Franz (1846–1925), deutscher Landschaftsmaler

### Horaj
- Horaj, Wladyslaw (1967–2025), ukrainischer Operntenor

### Horak
- Horák, Antonín Vojtěch (1875–1910), tschechischer Komponist und Dirigent
- Horak, Bruce (* 1974), kanadischer Schauspieler und Maler
- Horak, Clemens (* 1969), österreichischer Oboist
- Horak, Cornelia (* 1966), österreichische Sängerin (Sopran)
- Horak, Eduard (1838–1892), böhmisch-österreichischer Klavierpädagoge
- Horak, Egon (* 1937), österreichischer Mykologe
- Horák, František (1909–1996), tschechischer Genetiker und Kynologe
- Horak, Franz (1927–2010), österreichischer Rechtshistoriker
- Horak, Heinz (1927–2010), österreichischer Pianist, Arrangeur und Regisseur
- Horak, Hilda (1914–1995), slowenische Pianistin, Musikpädagogin und Komponistin polnischer Herkunft
- Horák, Ivan (1942–2009), tschechisch-deutscher Molekularbiologe
- Horák, Ivan (* 1957), tschechoslowakischer Eishockeyspieler und -trainer
- Horak, Jan-Christopher (* 1951), deutscher Filmhistoriker und Filmrestaurator
- Horák, Jiří (1924–2003), tschechischer Dissident und Politiker
- Horak, Josef (1898–1978), österreichischer Politiker (SPÖ)
- Horák, Josef (1931–2005), tschechischer Bassklarinettist
- Horak, Karl (1908–1992), österreichischer Volksmusik-, Volkstanz- und Volksschauspielforscher
- Horák, Martin (* 1980), tschechischer Fußballspieler
- Horak, Michael (1939–2014), schweizerisch-österreichischer Eishockeytorwart und Rollhockeyspieler
- Horák, Pavel (* 1982), tschechischer HandballspielerPavel Horák (* 1982)

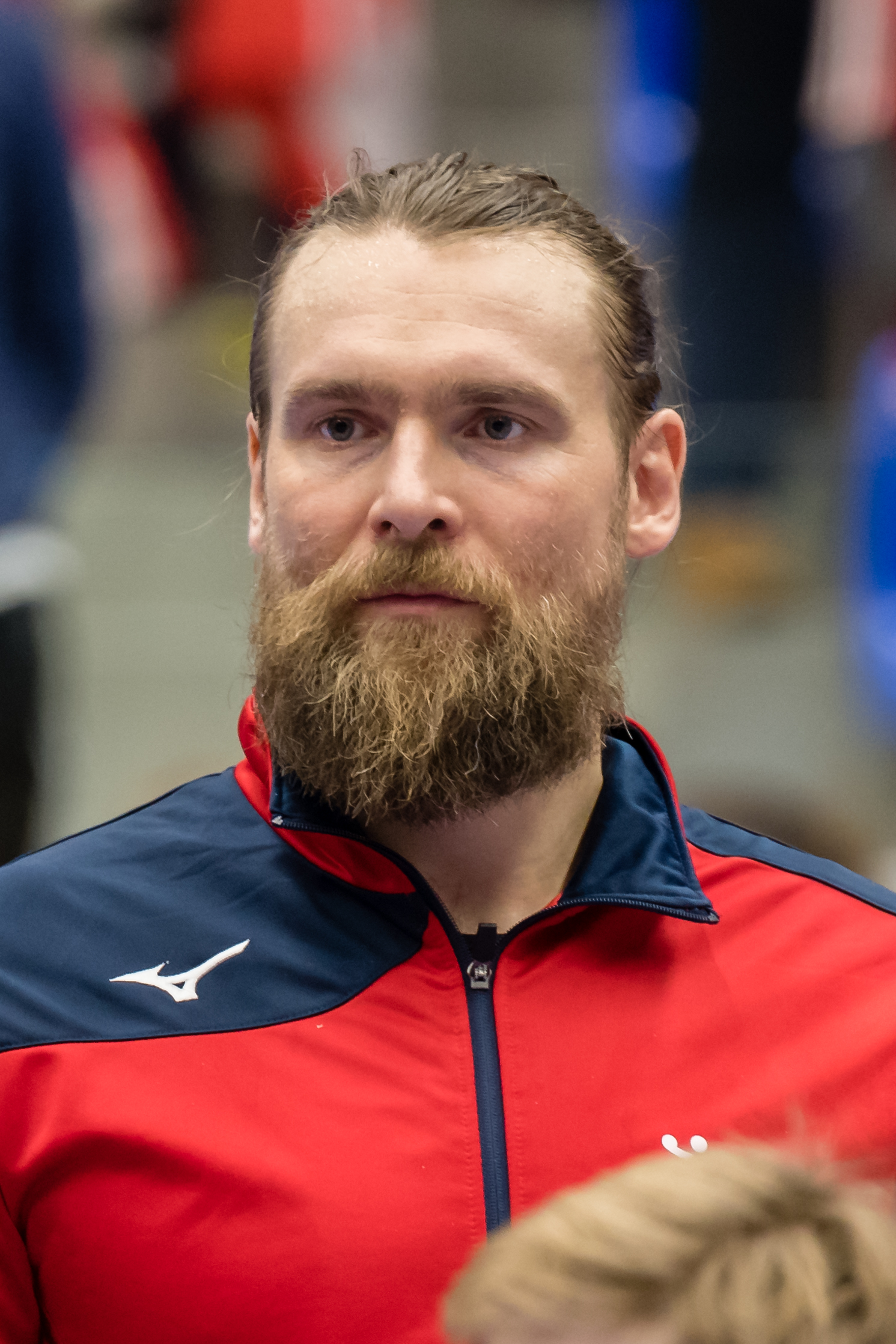
Pavel Horák (* 1982)

- Horák, Petr (* 1991), tschechischer Snowboarder
- Horák, Radek (* 1986), tschechischer Handballspieler
- Horak, Roman (* 1942), ukrainischer Schriftsteller, Literaturwissenschaftler und Museumsleiter
- Horák, Roman (* 1991), tschechischer Eishockeyspieler
- Horak, Samuel (* 2005), österreichischer Fußballspieler
- Horak, Thomas (* 1990), österreichischer Fußballspieler
- Horák, Tomáš (* 2008), tschechischer Sprinter
- Horak, Ulrike (1957–2001), österreichische Klassische Archäologin, Papyrologin und Koptologin
- Horák, Václav (1912–2000), tschechoslowakischer Fußballspieler
- Horák, Václav Emanuel (1800–1871), tschechischer Komponist
- Horak, Walter (1931–2019), österreichischer Fußballspieler
- Horak, Wolfgang (1952–2016), deutscher Ruderer
- Horakhsh, Nabila (* 1989), afghanische Malerin, Kuratorin und Journalistin
- Horáková, Alena (* 1961), tschechische Badmintonspielerin
- Horáková, Dana (* 1947), deutsche Schriftstellerin und Politikerin
- Horakova, Janka, deutsche Schauspielerin und Synchronsprecherin
- Horáková, Milada (1901–1950), tschechoslowakische Frauenrechtlerin

### Horam
- Horam, biblischer König von Gezer
- Horam, John, Baron Horam (* 1939), britischer Politiker
- Horam, Ruth (1932–2021), israelische Künstlerin
- Horamenianchu, altägyptischer Künstler

### Horan
- Horan Kennedy, Barbara (* 1957), US-amerikanische Film- und Fernsehschauspielerin
- Horan, Cornelius (* 1947), irischer römisch-katholischer Priester
- Horan, Daniel (* 1983), amerikanischer Priester
- Horan, Edward John (1817–1875), kanadischer Geistlicher und römisch-katholischer Bischof von Kingston
- Horan, Gerard (* 1962), britischer Schauspieler
- Horan, Monica (* 1963), US-amerikanische Schauspielerin
- Horan, Niall (* 1993), irischer SängerNiall Horan (* 1993)

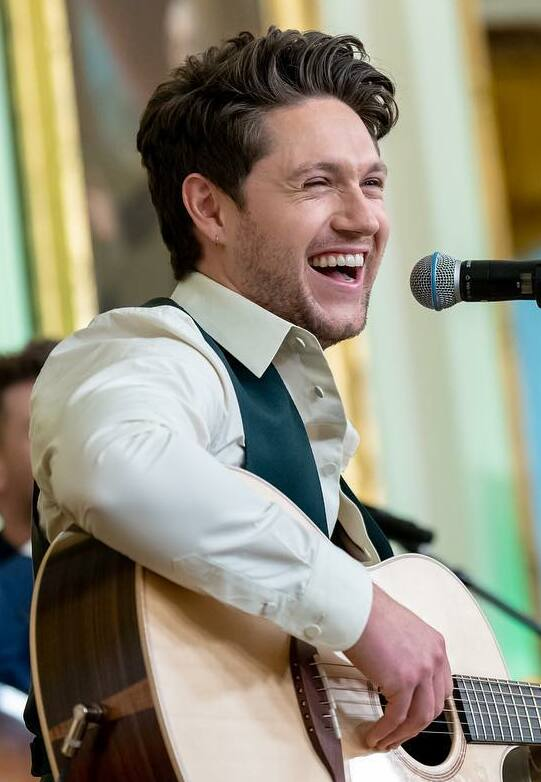
Niall Horan (* 1993)

- Horan, Paul (* 1962), irischer Ordensgeistlicher und römisch-katholischer Bischof von Mutare
- Horan, Tom (1854–1916), australischer Cricketspieler
- Horan, Walt (1898–1966), US-amerikanischer Politiker
- Hörandel, Jörg R. (* 1968), deutscher Physiker
- Hörandner, Editha (1939–2008), österreichische Volkskundlerin
- Hörandner, Wolfram (1942–2021), österreichischer Byzantinist
- Horanský, Filip (* 1993), slowakischer Tennisspieler
- Horanský, Stanislav (* 1994), slowakischer Eishockeyspieler
- Horánszky, Nándor (1838–1902), ungarischer Anwalt, Politiker und Handelsminister
- Horányi, Katalin (* 1947), ungarische Schriftstellerin und Psychologin

### Horap
- Horapollon, Philosoph, vielleicht Autor eines Werks über ägyptische Hieroglyphen

### Horat
- Horat, Bärbel (* 1986), Schweizer Politikerin (Grüne)
- Horat, Gisela (* 1969), schweizerische Jazz-Pianistin und Komponistin
- Horat, Thomas (* 1964), Schweizer Filmemacher
- Hörath, Heinz (* 1932), deutscher Fußballspieler
- Horath, Thury (* 1948), Schweizer Ländlermusikant
- Horatio, Shamar (* 2003), guyanischer Leichtathlet
- Horatius Barbatus, Marcus, römischer Konsul 449 v. Chr.
- Horatius Pulvillus, Gaius, römischer Konsul
- Horatius Pulvillus, Marcus, fälschlicher Militärtribun (378 v. Chr.)
- Horatius Pulvillus, Marcus, römischer Konsul
- Horatschek, Anna-Margaretha (* 1952), deutsche Anglistin
- Horatz, Karl (1913–1996), deutscher Anästhesist, Intensivmediziner und Hochschullehrer

### Horau
- Hörauf, Achim (* 1962), deutscher Parasitologe und Hochschullehrer
- Hörauf, Franz von (1878–1957), deutscher Generalmajor, Politiker (NSDAP) und SA-Führer
- Hörauf, Fritz (* 1949), deutscher Maler
- Hörauf, Fritz Wilhelm (1908–1991), deutscher Politiker (SPD), MdB
- Hörauf, Oliver (* 1996), deutscher Goalballer

### Horav
- Hořava, Miloslav junior (* 1982), tschechischer Eishockeyspieler
- Hořava, Miloslav senior (* 1961), tschechischer Eishockeytrainer
- Hořava, Petr (* 1963), tschechischer Physiker
- Hořava, Tomáš (* 1988), tschechischer Fußballspieler

### Horaw
- Horawitz, Adalbert (1840–1888), österreichischer Historiker und Philologe
- Horawski, Apollinari Hilarjewitsch (1833–1900), belarussisch-russischer Landschafts- und Porträtmaler

### Horaz
- Horaz (65 v. Chr.–8 v. Chr.), römischer Dichter und SatirikerHoraz (65 v. Chr.–8 v. Chr.)

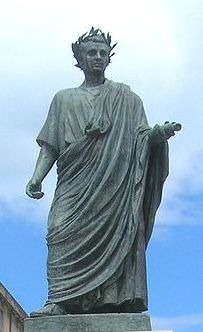
Horaz (65 v. Chr.–8 v. Chr.)